# ماکارتور، نیو ساوت ولز
ماکارتور (به انگلیسی: Macarthur) یک منطقهٔ مسکونی در استرالیا است که در سیدنی واقع شده‌است.